# 竹坪乡 (修水县)
竹坪乡，是中华人民共和国江西省九江市修水县下辖的一个乡镇级行政单位。

## 行政区划
竹坪乡下辖以下地区：
南圳村、竹坪村、山蜂堰村、沈坊村、小坳村和羽岭村。